# Сацький Павло Вікторович
Сацький Павло Вікторович (3 вересня 1978 — 22 червня 2022) — український історик та правознавець, кандидат історичних наук.
Коло наукових інтересів — інтеграція Криму із Україною в 1950—1954 рр., українське питання в європейській системі міжнародних відносин у 1917—1940 рр., економіка і право тюркських держав раннього Середньовіччя, держава і право Візантійської імперії. Співзасновник Всеукраїнської молодіжної громадської організації «Український Молодіжний Авангард». Доцент Київського національного економічного університету імені Вадима Гетьмана, в цьому ж університеті був головою осередку Національної спілки краєзнавців України. Автор понад 100 наукових робіт.

## Наукові публікації
- Сацький П. В. Раціоналізація ресурсного забезпечення будівництва Каховської ГЕС і Південно-Українського й Північно-Кримського каналів та господарське освоєння південних районів України і Криму (1950—1953 рр.)// Наукові праці історичного факультету Запорізького національного університету. — Запоріжжя: ЗНУ, 2017. — Вип. 47. — С. 184—188.
- Сацький П. Розвиток транспортного сполучення між УРСР і Кримським півостровом у 1951—1953 рр. як передумова інтеграції Криму з Україною/ Павло Сацький // Російська окупація і деокупація України: історія, сучасні загрози та виклики сьогодення: матеріали Всеукр. наук.-практ. конф. (Київ, 2016 р.) / упор. П. Гай-Нижник. — Київ: «МП Леся», 2016. — С. 107—115.
- Сацький П. В. Реформування системи управління у післясталінський період й інтеграція Криму з УРСР / П. В. Сацький // Історико-політичні студії. Серія: Історичні науки: зб. наук. пр. / М-во освіти і науки України, ДВНЗ «Київ. нац. екон. ун-т ім. Вадима Гетьмана», Ін-т історії укр. сусп-ва ; редкол.: І. Д. Дудко (голова) [та ін.]. — Київ: КНЕУ, 2016. — № 1. — С. 116—125.
- Сацький П. В. Трудові ресурси Криму і процес будівництва Північно-Кримського каналу в 1951—1954 рр. / П. В. Сацький // Історичний архів. Наукові студії: зб. наук пр. / М-во освіти і науки України, Чорномор. держ. ун-т ім. П. Могили, Ін-т укр. археографії та джерелознавства ім. М. С. Грушевського НАН України ; [редкол.: Є. Г. Сінкевич (голов. ред.) та ін.]. — Миколаїв: Вид-во ЧДУ ім. Петра Могили, 2016. — Вип. 17. — С. 14–21.
- Сацький П. В. Адміністративні заходи керівництва УРСР у ході будівництва Південно-Українського і Північно-Кримського каналів (1950—1953 рр.) в контексті інтеграції Криму і України / П. В. Сацький // Історико-політичні студії. Серія: Історичні науки: зб. наук. пр. / М-во освіти і науки України, ДВНЗ «Київ. нац. екон. ун-т ім. Вадима Гетьмана», Ін-т історії укр. сусп-ва ; редкол.: І. Д. Дудко (голова) [та ін.]. — Київ: КНЕУ, 2016. — № 1. — С. 106—115.
- Сацький П.Інтеграція Криму і України в єдиний економічний регіон у процесі мобілізації трудових ресурсів для освоєння півдня УРСР і півночі Кримської області (1950—1953 рр.) / П. В. Сацький // Література та культура Полісся. Серія: Історичні науки № 6 : зб. наук. пр. / Ніжин. держ. ун-т ім. М. Гоголя ; редкол.: Г. В. Самойленко (відп. ред.) [та ін.]. — Ніжин: НДУ ім. М. Гоголя, 2016. — Вип. 85. — С. 167—180.
- Сацький П. Українська РСР і науково-проектне забезпечення будівництва Каховської ГЕС і Південно-Українського та Північно-Кримського каналів / П. Сацький // Дослідження з історії техніки: Збірник наукових праць. — Вип. 23. — К.: Видавництво «Політехніка», 2016. — C. 53-58.
- Сацький П. Проблема розподілу компетенції між інституціями у процесі будівництва Південно-Українського і Північно-Кримського каналів (1950—1953 рр.) / Павло Сацький // Наукові записки Тернопільського національного педагогічного університету імені Володимира Гнатюка. Серія: Історія: зб. наук. пр. / Терноп. нац. пед. ун-т ім. Володимира Гнатюка ; [редкол.: І. С. Зуляк (голов. ред.) та ін.]. — Тернопіль: Вид-во ТНПУ ім. В. Гнатюка, 2016. — Вип. 2, ч. 1. — С. 92–97.
- Сацький П. В. Економічна система тюркських держав раннього Середньовіччя як база державного устрою/ П. В. Сацький // Науковий вісник Ужгородського національного університету. Серія: Міжнародні економічні відносини та світове господарство: зб. наук. пр. / М-во освіти і науки України, Ужгород. нац. ун-т, ф-т міжн. відносин ; [редкол.: М. М. Палінчак (голов. ред.) та ін.]. — Ужгород, 2016. — Вип. 7, ч. 3. — С. 67–71.
- Сацький П. В.Будівництво Каховської ГЕС і створення Південного енергорайону (Подніпров'я, Миколаїв, Херсон, Одеса і Крим) у 1950—1953 рр. / П. В. Сацький // Наукові праці Чорноморського державного університету імені Петра Могили комплексу «Києво-Могилянська академія»: наук.-метод. журн. / Чорномор. держ. ун-т ім. Петра Могили. — Миколаїв: Вид-во ЧНУ ім. П. Могили, 2016. — Т. 282, вип. 270: Історія / редкол.: М. П. Тригуб (голова) [та ін.]. — С. 88–93.
- Сацький П. Стратегічне значення український етнічних територій у процесі констеляції Центральної Європи в 1920-ті рр. / Павло Сацький // Європейські історичні студії війни [Електронний ресурс]: наук. журн. / Київ. нац. ун-т ім. Тараса Шевченка, іст. ф-т, каф. нової та новітньої історії зарубіжних країн ; [редкол.: О. П. Машевський (голова) та ін.]. — Електрон. текст. дані. — Київ, 2016. — № 3. — С. 113—127. — Режим доступу: http://eustudies.history.knu.ua/pavlo-satskyj-strategichne-znachennya-ukrayinskyh-etnichnyh-terytorij-u-protsesi-kanstelyatsiyi-tsentralnoyi-yevropy-v-1920-ti-rr.
- Сацький П. В. Демографічні засади політики Ради Міністрів УРСР і ЦК КПУ з розбудови сільського господарства Криму у 1954 р. / П. В. Сацький // Регіональна політика: історичні витоки, законодавче регулювання, практична реалізація: матеріали ІІ Міжнар. наук.-практ. конф. (Київ, 14–15 груд. 2016 р.) / Київ. нац. ун-т будівництва і архітектури. — Київ: КНУБА, 2016. — Вип. ІІ, ч. 2. — С. 192—196.
- Сацький П. Проектне забезпечення будівництва Південно-Українського і Північно-Кримського каналів на території УРСР (до 1954 р.) і Криму у 1950—1953 рр. / П. Сацький // Часопис української історії: зб. наук. пр. / Київ. нац. ун-т ім. Т. Шевченка, каф. укр. історії та етнополітики ; [редкол.: А. П. Коцур (голов. ред.) та ін.]. — Київ, 2016. — Вип. 35. — С. 26–34.
- Сацький П. Ідеологічно-організаційне забезпечення будівництва Південно-Українського і Північно-Кримського кналів (1950—1953 рр.)/ П. Сацький // Вісник Маріупольського державного університету. Серія: Історія. Політологія. Зб. наук. праць. — Вип. 17. — Маріуполь: Видавничий відділ МДУ, 2016. — С. 83-90.
- Сацький П. Проекти водного сполучення морів у СРСР на основі Дніпра як продовження концепції Міжмор'я після Другої світової / Павло Сацький // Європейські історичні студії війни [Електронний ресурс]: наук. журн. / Київ. нац. ун-т ім. Тараса Шевченка, іст. ф-т, каф. нової та новітньої історії зарубіжних країн ; [редкол.: О. П. Машевський (голова) та ін.]. — Електрон. текст. дані. — Київ, 2016. — № 5. — С. 97–111. — Режим доступу: http://eustudies.history.knu.ua/pavlo-satskyj-proekty-vodnogo-spoluchennya-moriv-u-crsr-na-osnovi-dnipra-yak-prodovzhennya-kontseptsiyi-mizhmor-ya-pislya-drugoyi-svitovoyi-vijny.
- Сацький П. Раціоналізація управління економікою Криму в процесі інтеграції з УРСР 1950—1954 рр. / П. Сацький // Таврійські економічні наукові читання: Матеріали міжнародної науково-практичної конференції, м. Київ, 10-11 лютого 2017 р. У 2-х частинах. — К: Таврійський національний університет імені В. Вернадського, 2017. — Ч. 2. — С. 50-53.
- Сацький В. П. Програма розвитку бавовництва в південних районах УРСР у 1950—1954 рр. й економічна інтеграція Криму із Україною / В. П. Сацький // Проблеми регіоналістики: минуле, сучасне, майбутнє [Електронний ресурс]: тези наук.-практ. Інтернет-конф. (3 берез. 2017 р.) / М-во освіти і науки України, ДВНЗ «Київ. нац. екон. ун-т ім. Вадима Гетьмана» ; редкол.: Б. М. Данилишин (відп. ред.) [та ін.]. — Електрон. текст. дані. — Київ: КНЕУ, 2017. — С. 40–43.
- Сацький П. В. Суспільний статус ханських службовців і система кар'єрних заохочень в тюркських державах VI — VII ст. / П. В. Сацький // Часопис Київського університету права. — 2013. — № 2 — С. 39 — 43.
- Сацький П. В. Візантійський вплив на процес еволюції політико-правового статусу Великого князя Київського / П. В. Сацький // Юридична наука. — 2013. — № 6 — С. 84 — 96.